# 阿尔佐讷
阿尔佐讷（法語：Alzonne，法語發音：[alzɔn] ⓘ）是法国奥德省的一个市镇，位于该省西北部，属于卡尔卡松区。

## 地理
阿尔佐讷（43°15'14"N, 2°10'36"E）面积22.38 平方千米，位于法国奧克西塔尼大區奥德省，该省份为法国南部沿海省份，北起塔恩省，西北接上加龙省，西接阿列日省，南至东比利牛斯省，东临地中海，东北与埃罗省接壤。
与阿尔佐讷接壤的市镇（或旧市镇、城区）包括：布拉姆、蒙托略、蒙雷阿勒、穆苏朗斯、朗皮河畔赖萨克、圣厄拉利、圣马丹勒维耶伊。

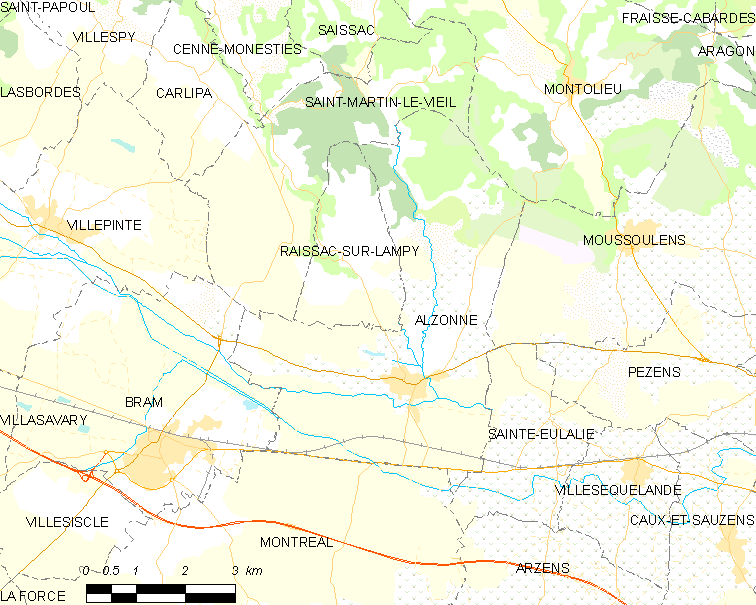
阿尔佐讷的OSM定位图

阿尔佐讷的时区为UTC+01:00、UTC+02:00（夏令时）。

## 行政
阿尔佐讷的邮政编码为11170，INSEE市镇编码为11009。

## 政治
阿尔佐讷所属的省级选区为努瓦尔山区拉马勒佩尔县。

## 人口

1962-2008年间阿尔佐讷人口变化图示

阿尔佐讷于2022年1月1日时的人口数量为1590人。